# عزيز ثابت سعيد
أ.د. عزيز ثابت سعيد نائب رئيس المجمع العلمي اللغوي اليمني.